# Худой-Ёль
Худой-Ёль — река в России, протекает в Республике Коми по территории Печорского района.

## География
Устье реки находится в 932 км по левому берегу реки Печора, к югу от посёлка Кедровый Шор. Длина реки составляет 11 км.

## Этимология гидронима
Гибрид русского слова худой означающего «плохой» (возможно «мелководный») и коми ёль — «лесной ручей».

## Данные водного реестра
По данным государственного водного реестра России относится к Двинско-Печорскому бассейновому округу, водохозяйственный участок реки — Печора от водомерного поста у посёлка Шердино до впадения реки Уса, речной подбассейн реки — бассейны притоков Печоры до впадения Усы. Речной бассейн реки — Печора.
Код объекта в государственном водном реестре — 03050100212103000063436.